# Véronique Ovaldé
Œuvres principales
- Et mon cœur transparent (2008)
- Ce que je sais de Vera Candida (2009)
- Personne n'a peur des gens qui sourient (2019)
- Fille en colère sur un banc de pierre (2023)

Véronique Ovaldé, née le 12 avril 1972 au Perreux-sur-Marne, est une écrivaine française.

## Biographie

### Enfance et formation
Véronique Ovaldé naît à Perreux-sur-Marne (Val-de-Marne) le 12 avril 1972 puis est élevée en Seine-Saint-Denis,.
Elle est d'origine basque espagnole,. Son père, peintre en bâtiment, est conservateur et interdit à sa femme, ex-employée de maison, de travailler.
Quand l'autrice évoque son enfance, elle la décrit comme étant « moche ». C'est selon elle la raison pour laquelle, dès son plus jeune âge, elle aime se raconter des histoires et décide de devenir écrivain,. Son père lui interdisant la lecture, elle se cache pour lire et se rend à la bibliothèque municipale où elle découvre des écrivains américains tels que Ernest Hemingway, Henry Miller, Raymond Chandler ou encore Richard Brautigan,,.
Elle entre rapidement dans le milieu de l'édition après un BTS à l'École Estienne. Elle se lance ensuite dans des études de lettres par correspondance alors qu’elle est employée comme chef de fabrication des livres dans une maison d'édition,.

### Carrière littéraire

#### Ecriture
Parallèlement à son travail, Véronique Ovaldé publie en 2000 son premier roman, intitulé Le sommeil des poissons.
Après son deuxième roman, Toutes choses scintillant, paru en 2002, l'auteure bénéficie d’une reconnaissance des lecteurs et de la critique.
En 2008, son cinquième roman, Et mon cœur transparent, est récompensé par le Prix France Culture-Télérama. Le livre, qui raconte l'histoire d'un homme découvrant peu à peu les mensonges de sa femme décédée, est adapté au cinéma en 2018 par les frères David et Raphaël Vital-Durand, avec comme acteurs Julien Boisselier, Caterina Murino, Serge Riaboukine et Sara Giraudeau,.
En 2009, son sixième roman, Ce que je sais de Vera Candida, reçoit le 18e prix Renaudot des lycéens, le Prix Roman France Télévisions 2009 et le grand prix des lectrices de Elle en 2010,,,,. Le livre est un conte qui raconte l'histoire d'une lignée de femmes ayant subi la violence des hommes : Rose, qui vit sur l'île imaginaire de Vatapuna, Violette, qui y meurt, Vera Candida, qui fuit l'île, et la fille de cette dernière, Monica Rose, qui ne s'y rendra pas,.
En 2017, elle est nommée au grade d’officier de l'Ordre des Arts et des Lettres,.
En avril 2023, elle remporte le prix des Romancières pour Fille en colère sur un banc de pierre, publié par Flammarion. Elle est élue au premier tour. Le livre raconte la colère d'Aïda que son père, qui vient de mourir, avait banni de l'île familiale depuis la disparition de sa petite sœur dont elle était responsable,. Il s'agit de son onzième roman.
En avril 2024 elle publie A nos vies imparfaites qui remporte le prix Goncourt de la nouvelle.

#### Edition
Véronique Ovaldé travaille au Seuil puis chez Albin Michel. Elle y rentre en 2005 en tant que chef de fabrication pour le pôle jeunesse. Elle passe ensuite du côté de l'édition où elle travaille notamment sur Le Club des incorrigibles optimistes de Jean-Michel Guenassia (Prix Goncourt des lycéens 2009) et Jusque dans nos bras d'Alice Zeniter. Elle deviendra finalement directrice littéraire d'Albin Michel,,.
À partir de 2012, elle est éditrice chez Points, responsable du roman noir, de la poésie et de la collection Signatures (groupe La Martinière).
En 2019, elle retourne chez Albin Michel. Elle est chargée de la littérature française.

### Vie privée
Elle est mère de trois enfants. Elle vit à Paris.

## Style littéraire
L'écriture de cette auteure nous introduit dans un « stream of consciousness » : ses phrases, d'abord courtes, deviennent ensuite plus longues et peuvent s'étaler sur plusieurs paragraphes, même sur plusieurs pages.
En ce qui concerne Ce que je sais de Vera Candida, Véronique Ovaldé soutient que « cet endroit imaginaire [l'île de Vatapuna] est, dès l'ouverture du roman, un condensé d'imagerie latino-américaine, paré de l'éclat factice du réalisme magique », ce qui fait que l'auteure « y trouve un terrain de jeu pour sa propre fantaisie » et, selon ses propres mots : « Il faut qu'il y ait une part d'imaginaire, sinon je me sens contrainte par le réel. Ce que je veux, moi, c'est réinventer le réel ».
Véronique Ovaldé est ainsi une écrivaine qui s'est affirmée grâce à « la force de son imagination. Par cette façon qu'elle a de faire décoller ses lecteurs. De les transporter dans des lieux inventés. Et par cette légèreté de ton qu'elle insuffle à ses histoires tragiques, cruelles ».
Elle est connue comme « la reine du mot juste ».
Dans son Anti-manuel de littérature, François Bégaudeau la surnomme la « petite fée des lettres ».
Ses romans sont traduits dans de nombreuses langues (italien, espagnol, allemand, roumain, portugais, anglais, coréen, chinois, finnois, japonais, etc.).

## Œuvres
- 2000 : Le Sommeil des poissons, Éditions du Seuil
- 2002 : Toutes choses scintillant, L'Ampoule ; rééd. poche J’ai lu.
- 2003 : Les hommes en général me plaisent beaucoup, Actes Sud ; rééd. J'ai lu, 2006
- 2005 : Déloger l’animal, Actes Sud
- 2006 : La Très Petite Zébuline avec Joëlle Jolivet, Actes Sud junior
- 2008 : Et mon cœur transparent, éditions de l'Olivier
  - Prix France Culture-Télérama 2008
- 2009 : Ce que je sais de Vera Candida, éditions de l'Olivier
  - Prix Renaudot des lycéens
  - Prix Roman France Télévisions
  - Grand prix des lectrices de Elle
- 2009 : La Salle de bains du Titanic, recueil de nouvelles hors-commerce, J'ai Lu.
- 2011 : Des vies d'oiseaux, éditions de l'Olivier
- 2012 : La Salle de bains du Titanic, recueil de nouvelles, édition augmentée et illustrée, J'ai Lu.
- 2013 : La Grâce des brigands, éditions de l'Olivier
- 2015 : Paloma et le vaste monde, avec Jeanne Detallante, Actes Sud junior
  - Pépite du livre 2015[27], Catégorie Album (Salon du livre et de la presse jeunesse de Montreuil)
- 2015 : Quatre cœurs imparfaits, avec Véronique Dorey, éditions Thierry Magnier
- 2016 : Soyez imprudents les enfants, Flammarion
- 2017 : À cause de la vie, avec Joann Sfar, Flammarion
- 2019 : Personne n'a peur des gens qui sourient, Flammarion[28]
- 2023 : Fille en colère sur un banc de pierre, Flammarion[29] (ISBN 978-2-0802-8593-5)
- 2024 : À nos vies imparfaites, Flammarion (ISBN 978-2-0804-4971-9)

## Préfaces
- Aimee Bender, L’Ombre de moi-même (dans le recueil Collection irraisonnée de préfaces à des livres fétiches, Intervalles, 2009)
- Joyce Carol Oates, La Fille du fossoyeur, Points, collection « Signatures », 2010
- Ernest Hemingway, Le Vieil Homme et la mer, Bibliothèque Gallimard jeunesse, 2013
- Amy Hempel, Aux portes du royaume animal, Cambourakis, 2015
- Carson McCullers, Le Cœur est un chasseur solitaire, Stock, 2017
- Hugo Pratt, Corto Maltese : Sous le signe du capricorne, Casterman, 2017
- Laura Kasischke, Si un inconnu vous aborde, Page à Page, 2017, Le Livre de poche, 2018
- Luis Sepúlveda, Le vieux qui lisait des romans d'amour, Points, 2020
- William Faulkner, Monnaie de singe, GF, 2024

## Narratrice de livres audio
Véronique Ovaldé a assuré elle-même la narration de trois de ses romans, aux éditions Thélème :
- Des vies d'oiseaux, paru en octobre 2011,
- La Grâce des brigands, paru en novembre 2013.
- Soyez imprudents les enfants, paru en novembre 2017. Et aux éditions Audible
- Personne n'a peur des gens qui sourient, paru en février 2019
- Fille en colère sur un banc de pierre, paru en janvier 2023
- A nos vies imparfaites, paru en avril 2024

## Récompenses et distinctions
- Prix Gironde-Nouvelles-Ecritures 2003 pour Toutes choses scintillant.
- Bourse Goncourt du livre jeunesse 2006 pour La très petite Zébuline.
- Prix France Culture-Télérama 2008 pour Et mon cœur transparent[7].
- Prix Renaudot des lycéens 2009 pour Ce que je sais de Vera Candida[12].
- Prix Roman France Télévisions 2009 pour Ce que je sais de Vera Candida[11].
- Grand prix des lectrices de Elle 2010 pour Ce que je sais de Vera Candida[13].
- Prix Café littéraire de Sainte-Cécile-les-Vignes (PRIX CALIBO) 2012 pour Des vies d'oiseaux.
- Prix Val d'Isère 2013 pour Des vies d'oiseaux.
- Pépite du livre 2015[27], Catégorie Album (ex- Prix Baobab) (Salon du livre et de la presse jeunesse de Montreuil), pour Paloma et le vaste monde, illustré par Jeanne Detallante.
- Officier des Arts et Lettres 2017[30]
- Prix des Romancières[31] et Prix Relay des voyageurs lecteurs [32]2023 pour Fille en colère sur un banc de pierre
- Prix Goncourt de la nouvelle 2024 pour A nos vies imparfaites[33]

Jurys
- Présidente du jury du Prix Landerneau Jeunesse 2017[34]